# Prorhinia pingasoides
Prorhinia pingasoides är en fjärilsart som beskrevs av W. Warren 1893. Prorhinia pingasoides ingår i släktet Prorhinia och familjen mätare. Inga underarter finns listade i Catalogue of Life.